# Argyrogramma
Argyrogramma is een geslacht van vlinders van de familie Uilen (Noctuidae), uit de onderfamilie Plusiinae.

## Soorten
- A. admonens Walker, 1857
- A. aeneofusa Hampson, 1894
- A. basigera Walker, 1865
- A. fracta (Walker, 1858)
- A. signata (Fabricius, 1775)
- A. subaerea Dufay, 1972
- A. verruca Fabricius, 1794